# Хад Гадья
«Хад Гадья» (от иуд.-арам. חד גדיא — «один козлёнок») — еврейская песня на арамейском языке; часть пасхальной Агады, поётся по окончании послетрапезных церемоний в первый и второй вечера Песаха.
По форме и содержанию является народной колыбельной песнью. Долгое время её считали аллегорическим стихотворением, иллюстрирующим принцип возмездия, провозглашённый в Исх. 21:24—25 («око за око»); в действительности же она является подражанием одной германской народной балладе, в свою очередь, позаимствованной из древней французской песни.

## Время составления и источники
Если пражское издание пасхальной Агады 1526 года ещё не содержит «Xад Гадья», то она имеется вместе с немецким переводом в издании 1590 года, вышедшем в том же городе.
Португальские и южно-арабские ритуальные сборники не содержат ни «Эход ми иодея», ни «Xад Гадья».

## Дословный перевод
«Козлика, козлика отец мой купил, два зузим за него заплатил; козлика, козлика, одного только козлика.
Кошка пришла и скушала козлика, которого купил мой отец за два зузим; козлика, козлика, одного только козлика.
Собака пришла и укусила кошку, съевшую козлика, которого купил мой отец за два зузим; козлика, козлика, одного только козлика.
Палка пришла и ударила собаку, укусившую кошку, съевшую козлика, которого купил мой отец за два зузим, козлика, козлика, одного только козлика.
Огонь пришёл и сжёг палку, ударившую собаку, укусившую кошку, съевшую козлика, которого купил мой отец за два зузим, козлика, козлика, одного только козлика.
Вода пришла и погасила огонь, сжёгший палку, ударившую собаку, укусившую кошку, съевшую козлика, которого купил мой отец за два зузим, козлика, козлика, одного только козлика.
Бык пришёл и выпил воду, погасившую огонь, сжёгшийо палку, ударившую собаку, укусившую кошку, съевшую козлика, которого купил мой отец за два зузим, козлика, козлика, одного только козлика.
Резник пришёл и зарезал быка, выпившего воду, погасившую огонь, сжёгший палку, ударившую собаку, укусившую кошку, съевшую козлика, которого купил мой отец за два зузим, козлика, козлика, одного только козлика.
Ангел смерти пришёл и унёс резника, зарезавшего быка, выпившего воду, погасившую огонь, сжёгший палку, ударившую собаку, укусившую кошку, съевшую козлика, которого купил мой отец за два зузим, козлика, козлика, одного только козлика.
Пресвятой, да будет благословенно Его имя, явился и ангела смерти низверг… Ангела смерти, унёсшего резника, зарезавшего быка, выпившего воду, погасившую огонь, сжёгшего палку, ударившую собаку, укусившую кошку, съевшую козлика, которого купил мой отец за два зузим, козлика, козлика, одного только козлика».

## О песне
Об этой колыбельной песне писали:
- Герман Гардт издал в Хельмштедте объяснение «загадки» в латинском сочинении под заглавием Aenigmata Judaica;
- в 1731 году Филипп Никодем Лебрехт, крещёный еврей, издал в Лейпциге трактат под заглавием «Козлик единственный, замечательная загадка из еврейской восточной литургии, представляющая судьбу еврейского народа со времени их исхода из Египта доныне и впредь до пришествия постоянно ожидаемого Мессии». Этот комментарий был заимствован из латинского сочинения Германа Гардта;
- целый ряд христианских писателей составили комментарии на эту песню, как будто она является глубокой философской поэмой; ещё большее количество комментаторов она нашла среди еврейских писателей[3].

В исполнении М. Ойстера песня (с анимированным видеорядом) включена в мультфильм «Седер-мазохизм».

## Аналоги в других языках
Как в восточном, так и в западном фольклоре есть много аналогичных песен. Прототипом их принято считать германскую песню Der Bauer schickt den Jockel aus (изд. 1609) или две французские колыбельные песни Ah, tu sortiras, Biquette и La petite fourmi, qui allait à Jérusalem, имеющие поразительное сходство с еврейской легендой. Когут приводит немецкие, французские и греческие вариации этой песни. Но наиболее курьёзной аналогией является сиамская песня, опубликованная в издании лондонского книготорговца Трюбнера (Trübner’s Record; февраль 1890).